# Лужинки
Лужинки — село в Пучежском районе Ивановской области. Входит в состав Илья-Высоковского сельского поселения.

## География
Село расположено на берегу реки Полнатка в 10 км на юго-запад от центра поселения села Илья-Высоково и в 14 км на юго-запад от районного центра города Пучеж.

## История
Каменная Покровская церковь с колокольней была построена на средства прихожан в 1816 году, в церкви было 3 престола.
В XIX — первой четверти XX века село входило в состав Кандауровской волости Юрьевецкого уезда Костромской губернии, с 1918 года — Иваново-Вознесенской губернии.
Лужинковская церковно-приходская школа основана в 1885 году. 
С 1929 года село являлось центром Лужинковского сельсовета Пучежского района Ивановской области, с 2005 года — в составе Илья-Высоковского сельского поселения.
До 2018 г. в селе действовал Сельскохозяйственный производственный кооператив (СПК) «Большевик», до 2012 г. - школа.

## Улицы
Административная, Клубная, Лесная, Полевая, Школьная.

## Инфраструктура
В селе имеется ФАП.
В селе с 1979 г. имеется централизованное водоснабжение от артезианской скважины и водонапорной башни Рожновского. 

## Население
| 1872 | 1897 | 1907 | 2002 | 2010 |
| ---- | ---- | ---- | ---- | ---- |
| 49   | ↗59  | ↘47  | ↗105 | ↘82  |

## Транспорт
Автобусное сообщение производится (не во все недели) с центром района — городом Пучеж. От д. Шубино можно доехать до г. Нижний Новгород (рядом с деревней проходит автодорога Пучеж — Нижний Новгород). C автостанции г. Пучеж можно доехать до других населенных пунктов пригородного или междугороднего сообщения (Иваново, Кинешма и Юрьевец).

## Достопримечательности
- 5 мая 2025 года открыта стела в честь воинов-односельчан, сражавшихся в Великой Отечественной войне[8].